# Nature Cat
Nature Cat (Gato Aventureiro (título em Portugal) ou Natugato (título no Brasil)) é uma série animada de comedia aventura educacional Estadunidense-canadense. A série estreou primeira vez em 25 de novembro de 2015 no PBS Kids depois da série "Manos Krats", "Natal Especial" e "Criatura do Natal". A série foi feita para menores de 3 aos 8 anos de idade, seguindo as aventuras personagens seguintes Nature Cat, Hal, o cão, Daisy, a coelha e a Squeeks a ratinha.
Em 2016, o desenho recebeu uma nomeação aos Prémios Emmy do Daytime. Logo em fevereiro de 2017, a Discovery Kids adquiriu os direitos latinos do desenho Nature Cat. Em 2024, a série acabou-se após 9 anos de transmissão.

## Elenco
Excepto Kate Micucci, todos outros membros do elenco são conhecidos pelo bom trabalho no programa de comédia da NBC Saturday Night Live.

### Personagens

#### Nature Cat (Fred)
Nature Cat "Fred" (conhecido no Brasil como Natugato e em Portugal como Gato Aventureiro; dublado por  Taran Killam) é o personagem principal da série. Quando os seus donos o deixam em casa, Fred se transforma no explorador Nature Cat. A sua frase principal que usá sempre (no Brasil Ao infinito e vamo que vamo em Portugal Para frente é que é caminho), seguindo muitas aventuras com os seus amigos.

#### Hal
Hal o cão (dublado por Bobby Moynihan) é a personagem mais divertida, alegre e feliz da série e, um grande amigo de "Fred" .Hal é muito leal aos seus amigos principalmente com o Nature Cat.

#### Squeeks
Squeeks a ratinha (dublada por Kate McKinnon) é a personagem mais pequena da série. Squeeks é uma grande amiga de Nature Cat ,seguindo sempre as suas aventuras.

#### Daisy
Daisy a coelha (dublada por Kate Micucci) é a personagem mai querida da série é uma grande amiga de Nature Cat ela segue sempre nature cat nas suas aventuras. Em todas as aventuras Daisy traz sempre um Smart Phone , para implementar mais informações sobre tudo que encontram nas suas aventuras.

#### Outras Personagens
- Chris Parnell é o  Sir Galahad, e vozes adicionais
- Kenan Thompson é o Ronald[6][7]
- David Rudman é o Leo o Mamute[7]
- Stephanie D'Abruzzo é a Alice a  Borboleta[7]
- Bobby Lee é o  MC Ferret[7]
- James Monroe Iglehart é o Michael Blue

## Resumo
| Temporada | Temporada | Episódios | Exibição Inicial       | Exibição Inicial       |
| Temporada | Temporada | Episódios | Primeira Emissão       | Ultima Emissão         |
| --------- | --------- | --------- | ---------------------- | ---------------------- |
|           | 1         | 35        | 25 de novembro de 2015 | 15 de setembro de 2017 |

## Episódios

### Temporada 1 (2015–2017)
| N.º geral | N.º na temp. | Título                                                      | Exibição original      |
| --------- | ------------ | ----------------------------------------------------------- | ---------------------- |
| 1         | 12           | "Heartthrob Hamster" "Astronuts"                            | 25 de novembro de 2015 |
| 2         | 34           | "Muck Amok" "Follow Those Footprints"                       | 27 de novembro de 2015 |
| 3         | 56           | "Breezy Rider" "Swamp Thing"                                | 30 de novembro de 2015 |
| 4         | 78           | "The Treasure of Bad Dog Bart" "Pet Sounds"                 | 7 de dezembro de 2015  |
| 5         | 910          | "Cave Conundrum" "Daisy's Colossal Fossil"                  | 14 de dezembro de 2015 |
| 6         | 1112         | "There's Gold in Them Thar Hills" "Nature Cat and Mr. Hide" | 28 de dezembro de 2015 |
| 7         | 1314         | "Where Have All the Butterflies Gone?!" "For The Birdies!"  | 11 de janeiro de 2016  |
| 8         | 1516         | "Stream and Shout" "Hal's Day Off"                          | 18 de janeiro de 2016  |
| 9         | 1718         | "Tally Ho! A Rainbow" "Travelin' Seeds"                     | 18 de janeiro de 2016  |
| 10        | 1920         | "Ant's Revolution" "Tide Pool Tough"                        | 19 de janeiro de 2016  |
| 11        | 2122         | "Hooray, It's Arbor Day" "Goodnight, Gracie"                | 20 de janeiro de 2016  |
| 12        | 2324         | "Love You, Michael Bluejáy" "Ze Worm Whisperer"             | 21 de janeiro de 2016  |
| 13        | 2526         | "Happy Halentine's Day!" "The Groundhog Way"                | 22 de janeiro de 2016  |
| 14        | 2728         | "Star Gazers" "A Jump to Remember"                          | 23 de janeiro de 2016  |
| 15        | 2930         | "Earth Day Today" "Earth Day Every Day"                     | 24 de janeiro de 2016  |
| 16        | 16           | "Kingdom of Rotting Log/Can You Dig It?"                    | 25 de janeiro de 2016  |
| 17        | 17           | "Mud Love/Call It a Night"                                  | 27 de abril de 2016    |
| 18        | 18           | "Woodpecker Picks A Place/Here Comes the Sun"               | 28 de abril de 2016    |
| 19        | 19           | "The Great Grasshopper Race/Fall for Hal"                   | 23 de maio de 2016     |
| 20        | 20           | "Playground-Palooza/Small But Big"                          | 24 de maio de 2016     |
| 21        | 21           | "Slime Time/Rock Stars"                                     | 11 de julho de 2016    |
| 22        | 22           | "Gimme Shelter/Goin' Batty"                                 | 12 de julho de 2016    |
| 23        | 23           | "The Legend of Gold Gardens/Winter Dance Party"             | 13 de julho de 2016    |
| 24        | 24           | "Ice is Nice/Bird's Eye View"                               | 14 de julho de 2016    |
| 25        | 25           | "Runaway Pumpkin/Lady Bug Tough"                            | 10 de outubro de 2016  |
| 26        | 26           | "Stop That Squirrel/Onward and Pondward"                    | 2 de janeiro de 2017   |
| 27        | 27           | "Appily Ever After/Sound Off"                               | 3 de janeiro de 2017   |
| 28        | 28           | "The Shell Game/Heron Food Blues"                           | 4 de janeiro de 2017   |
| 29        | 29           | "Spring Hunter 3000/The Case of the Missing Moon"           | 10 de abril de 2017    |
| 30        | 30           | "Mighty Mountain Climbers/Bug Eating Plants!"               | 11 de abril de 2017    |
| 31        | 31           | "Flight of the Firefly/Thunderstruck"                       | 12 de abril de 2017    |
| 32        | 32           | "Plants Got The Moves/Magnet Mania"                         | 13 de abril de 2017    |
| 33        | 33           | "Return to Mighty Mountain/Welcome to the Vernal Pond"      | 14 de abril de 2017    |
| 34        | 34           | "Ocean Commotion - Part 1"                                  | 27 de junho de 2017    |
| 35        | 35           | "Ocean Commotion - Part 2"                                  | 28 de junho de 2017    |
| 36        | 36           | "Croak and Swagger/Puddle Pool Party"                       | 12 de setembro de 2017 |
| 37        | 37           | "The Glow Games/Have a Grape Day"                           | 13 de setembro de 2017 |
| 38        | 38           | "Flamingo-A-Go-Go/What a Tangled Web"                       | 14 de setembro de 2017 |
| 39        | 39           | "The Shellersons/Only the Shadow Knows"                     | 15 de setembro de 2017 |